# 松尾昭英
松尾 昭英（まつお あきひで、3月7日 - ）は、日本の実業家。明星食品代表取締役社長を経て、同社相談役会長、日本即席食品工業協会理事長。

## 経歴
- 昭和48年4月 - 千葉大学園芸学部卒業。日清食品（現日清食品ホールディングス）入社
- 平成14年6月 - 取締役就任
- 平成15年4月 - 生産本部長
- 平成17年6月 - 日清エフ・ディ食品代表取締役社長に就任。常務取締役に就任
- 平成19年6月 - 資材担当
- 平成20年2月 - 低温事業本部長
- 平成20年9月 - ニッキーフーズ代表取締役社長に就任
- 平成20年10月 - 日清食品チルド代表取締役社長、日清食品冷凍代表取締役社長に就任
- 平成22年6月 - CSO(グループ事業戦略責任者)に就任
- 平成23年4月 - アジア戦略本部長当社アジア総代表に就任
- 平成24年1月 - CPO(グループ生産責任者)に就任
- 平成24年11月 - 冷凍食品事業管掌
- 平成25年4月 - 生産・資材管掌兼チルド・冷凍事業管掌
- 平成26年4月 - 明星食品代表取締役社長に就任
- 平成30年5月 - 日本即席食品工業協会理事長に就任[3]
- 平成31年4月 - 明星食品相談役会長に就任[4]
  - 平成20年に日清食品冷凍の代表取締役社長となった際には、持ち株会社の日清食品ホールディングスの100%子会社として冷凍食品事業を継承する受け皿会社として新設されたばかりだったため、同社の初代社長となった[5]。